# Distrito electoral federal 17 de Veracruz
El XVII Distrito Electoral Federal de Veracruz es uno de los 300 distritos electorales en los que se encuentra dividido el territorio de México para la elección de diputados federales y uno de los 21 en los que se divide el Estado de Veracruz. Su cabecera es la ciudad de Cosamaloapan.
Desde el proceso de distritación de 2005, el Distrito XVII de Veracruz se encuentra ubicado en el extremo sureste del estado, formándolo por los municipios: Jamapa, Medellín, Cotaxtla, Tlalixcoyan, Ignacio de la Llave, Alvarado, Ixmatlahuacan, Cosamaloapan de Carpio, Tacojalpan, Otatitlan, Tres Valles, Tierra Blanca.

## Distritaciones anteriores

### Distritación 1996 - 2005
Entre 1996 y 2005 el territorio del distrito XVIII se ha mantenido con el mismo número de municipios, sin embargo, han cambiado drásticamente, pasando a formar algunos municipios del anterior distrito XVIII a los actuales distritos XX (Chacaltianguis, Tuxtilla y  Carlos A. Carrillo) y al IX (Acula y Amatitlán (Veracruz)), así mismo los pasan a formar parte del distrito XVII  los municipios del anterior distrito XIV a excepción de  Manlio Fabio Altamirano y Cotaxtla anteriormente perteneciente al distrito XIV.

## Elecciones de 2009
|  | Partido Acción Nacional                        |  | Francisco Arano Montero       |
|  | Partido Revolucionario Institucional           |  | José Tomas Carrillo Sánchez   |
|  | Partido de la Revolución Democrática           |  | María Guadalupe Valdés García |
|  | Coalición Salvemos a México (PT, Convergencia) |  | Camerino Gutiérrez Yépez      |
|  | Partido Verde Ecologista de México             |  | Juan Armando Hernández Aponte |
|  | Nueva Alianza                                  |  | Adriana Maass Michel          |
|  | Partido Socialdemócrata                        |  | Valentín Platas Aburto        |
|  | Partido Revolucionario Veracruzano             |  | Sin Candidato                 |

## Elecciones de 2012
|  | Partido Acción Nacional |  | Gabriel de Jesús Cárdenas Guizar |
|  | Compromiso por México   |  | Elena Zamorano Aguirre           |
|  | Movimiento Progresista  |  | Juan Manuel Corro Vergara        |
|  | Nueva Alianza           |  | María Rosa Bautista Porras       |